# Vysoký vrch (Sulowskie Skały)
Vysoký vrch (733 m n.p.m.) – szczyt w Sulowskich Wierchach na Słowacji.
Vysoký vrch znajduje się w południowej części Sulowskich Wierchów zwanej Sulowskimi Skałami, na grzbiecie ciągnącym się od Žibrida (867 m) w kierunku południowo-zachodnim przez szczyt Dubica, przełęcz Marek, szczyty Vysoký vrch i Tisová do szczytu Dúpna.
Vysoký vrch jest porośnięta lasem. Jego południowo-wschodni stok opada do wsi Veľká Čierna, długi północno-wschodni grzbiet o nazwie Dľha hora do wsi Malá Čierna, stok północno-zachodni do wsi Bodiná. Przez Vysoký vrch nie prowadzi żaden szlak turystyczny.